# Criollo negerhollands

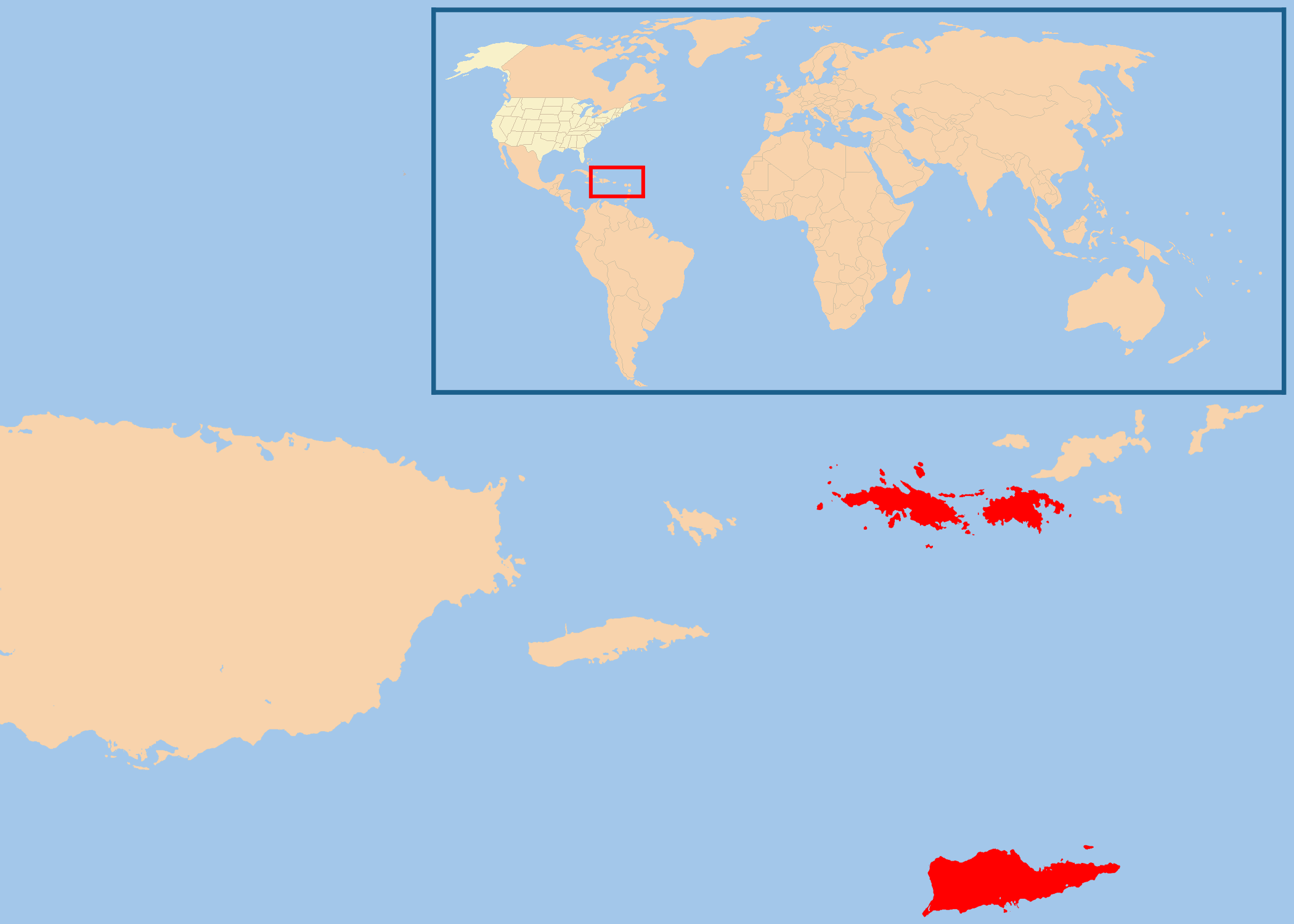
Mapa Islas Vírgenes de Estados Unidos. El negerhollands surgió en las islas de Saint Thomas y Saint John, las dos islas superiores resaltadas en el mapa.

El criollo negerhollands fue un idioma que surgió alrededor de 1700 en las Islas Vírgenes de Santo Tomás y San Juan, entonces colonias danesas.  Según una de las teorías más extendidas sobre su origen, los esclavos llevaron el temprano idioma criollo a la isla de Santo Tomás cuando acompañaron a los plantadores holandeses que huyeron de la isla de San Eustaquio después de que los ingleses la atacaran en 1666.  En un censo de Santo Tomás de 1688, de los 317 hogares europeos en Santo Tomás, 66 (21%) eran holandeses, 32 (10%) eran ingleses y 20 (6%) eran daneses. Esto también ayuda a explicar la considerable influencia que el inglés y el danés tuvieron en el desarrollo del negerhollands. En Saint John se puede hacer una observación similar: un censo de 1721 estableció que 25 (64%) de los 39 plantadores allí eran holandeses y sólo nueve (23%) eran daneses.  Otra teoría es que el idioma fue llevado al Caribe por esclavos de los fuertes esclavistas holandeses en África Occidental y África Central (por ejemplo, la Costa de Oro holandesa o Loango-Angola holandesa). 
A partir de 1732, los misioneros moravos comenzaron a visitar las Islas Vírgenes, quienes introdujeron una versión acrolectal del idioma, llamada Hoch Kreol . Entre 1765 y 1834 se produjeron numerosos textos en este idioma, lo que proporciona al negerhollands una cantidad de textos fuente casi sin precedentes entre las lenguas criollas.  En 1770, los misioneros moravos imprimieron un manual y un pequeño catecismo luterano, seguido en 1781 por una traducción del Nuevo Testamento al criollo neerlandés.
El criollo comenzó a decaer a principios y mediados del siglo XIX, cuando el inglés se convirtió en el idioma dominante de las islas.  Hasta la década de 1830, el servicio en la iglesia luterana se celebró en Hoch Kreol para la congregación nativa. A medida que las generaciones más jóvenes aprendieron inglés como lengua materna, el uso del Hoch Kreol, cuyo uso se limitó a los servicios religiosos, se abandonó lentamente y fue reemplazado por el criollo de las Islas Vírgenes basado en el inglés,  aunque el criollo sobrevivió en el Orfanato Moravo de Nyherrenhut, cerca de Tutu, hasta bien entrado el siglo XX. Los antiguos huérfanos al ser voluntarios tuvieron contacto con el antiguo dialecto criollo, persistió por la convivencia entre ancianos y huérfanos en la congregación. En la década de 1970 hubo un especial de T.V. en WBNB en el que aparecían algunos exhuérfanos, que para ese entonces eran ancianos.
Alice Stevens, quizá la última hablante nativa, falleció en 1987. 

## Historia

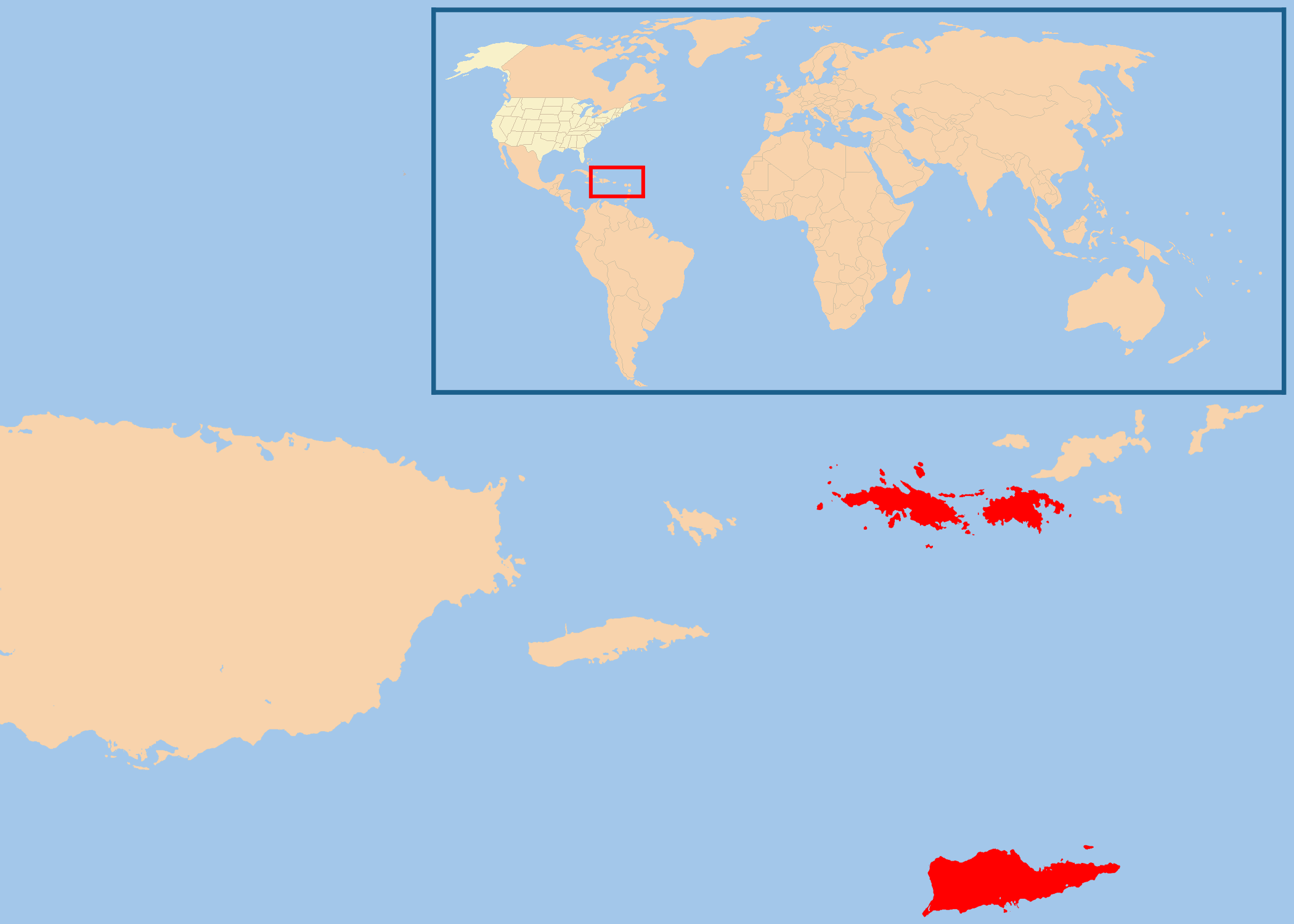
Mapa Islas Vírgenes de Estados Unidos. El negerhollands surgió en las islas de Saint Thomas y Saint John, las dos islas superiores resaltadas en el mapa.

El negerhollands surgió alrededor de 1700 en las Islas Vírgenes de Santo Tomás y San Juan, entonces colonias danesas.  Según una de las teorías más extendidas sobre su origen, los esclavos llevaron el temprano idioma criollo a la isla de Santo Tomás cuando acompañaron a los plantadores holandeses que huyeron de la isla de San Eustaquio después de que los ingleses la atacaran en 1666.  En un censo de Santo Tomás de 1688, de los 317 hogares europeos en Santo Tomás, 66 (21%) eran holandeses, 32 (10%) eran ingleses y 20 (6%) eran daneses. Esto también ayuda a explicar la considerable influencia que el inglés y el danés tuvieron en el desarrollo del negerhollands. En Saint John se puede hacer una observación similar: un censo de 1721 estableció que 25 (64%) de los 39 plantadores allí eran holandeses y sólo nueve (23%) eran daneses.  Otra teoría es que el idioma fue llevado al Caribe por esclavos de los fuertes esclavistas holandeses en África Occidental y África Central (por ejemplo, la Costa de Oro holandesa o Loango-Angola holandesa). 
A partir de 1732, los misioneros moravos comenzaron a visitar las Islas Vírgenes, quienes introdujeron una versión acrolectal del idioma, llamada Hoch Kreol . Entre 1765 y 1834 se produjeron numerosos textos en este idioma, lo que proporciona al negerhollands una cantidad de textos fuente casi sin precedentes entre las lenguas criollas.  En 1770, los misioneros moravos imprimieron un manual y un pequeño catecismo luterano, seguido en 1781 por una traducción del Nuevo Testamento al criollo neerlandés.
El criollo comenzó a decaer a principios y mediados del siglo XIX, cuando el inglés se convirtió en el idioma dominante de las islas.  Hasta la década de 1830, el servicio en la iglesia luterana se celebró en Hoch Kreol para la congregación nativa. A medida que las generaciones más jóvenes aprendieron inglés como lengua materna, el uso del Hoch Kreol, cuyo uso se limitó a los servicios religiosos, se abandonó lentamente y fue reemplazado por el criollo de las Islas Vírgenes basado en el inglés,  aunque el criollo sobrevivió en el Orfanato Moravo de Nyherrenhut, cerca de Tutu, hasta bien entrado el siglo XX. Los antiguos huérfanos al ser voluntarios tuvieron contacto con el antiguo dialecto criollo, persistió por la convivencia entre ancianos y huérfanos en la congregación. En la década de 1970 hubo un especial de T.V. en WBNB en el que aparecían algunos exhuérfanos, que para ese entonces eran ancianos.
Alice Stevens, quizá la última hablante nativa, falleció en 1987. 